# Miles Joseph Berkeley

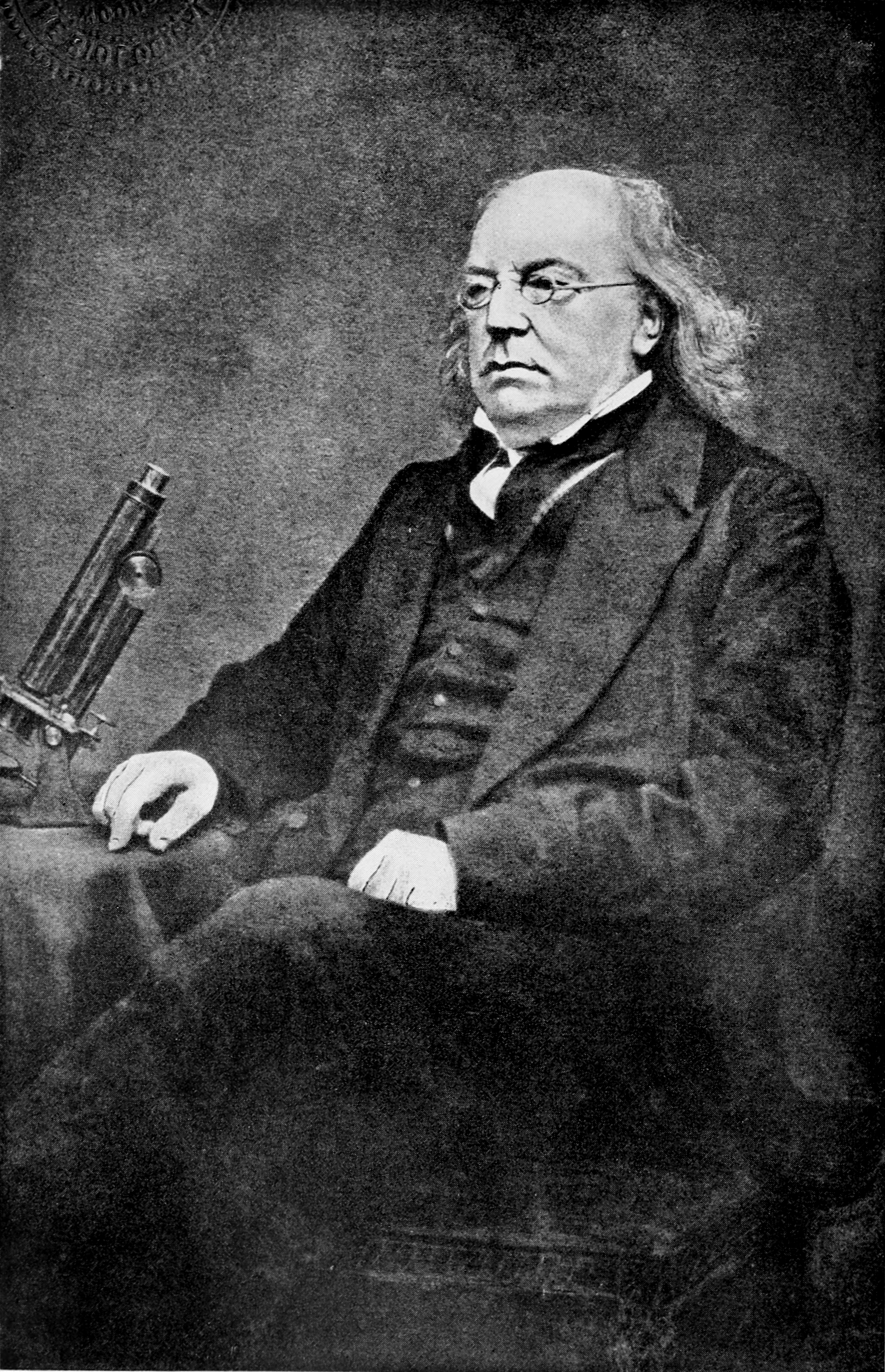
Miles Joseph Berkeley

Miles Joseph Berkeley (* 1. April 1803 in Biggin Hall, Northamptonshire, England; † 30. Juli 1889 in Sibbertoft bei Market Harborough, Northamptonshire) war ein englischer Geistlicher und Botaniker. Er beschäftigte sich hauptsächlich mit den „Kryptogamen“, insbesondere mit Algen, Pilzen und Moosen. Berkeley gilt außerdem als „Vater“ der britischen Pflanzenpathologie.
Sein offizielles botanisches Autorenkürzel lautet „Berk.“.

## Leben und Wirken
Berkeley war der zweite Sohn und das vierte Kind von Charles Berkeley und dessen Frau Charlotte Munn, einer Schwester von Paul Sandby Munn (1773–1845). Seine frühe Ausbildung erhielt er an der Oundle School, einer Tagesschule in Oundle, und später an der Rugby School in Rugby. 1821 immatrikulierte sich Berkeley am Christ’s College in Cambridge. 1825 erwarb er dort den Grad eins Baccalaureus artium (B. A.) und 1828 den eines Magister artium (M. A.).
Am 21. Dezember 1826 wurde Berkeley zum Diakon ordiniert und am 23. Dezember 1827 zum Priester geweiht. Er war zunächst Kurat in Stibbington in Huntingdonshire. 1829 wurde Berkeley Kurat von St. John in Margate. Ab 1833 wohnte er in King’s Cliffe und war ständiger Kurat von Apethorpe und Woodnewton in Northamptonshire. 1868 wurde Berkeley zum Vikar in Sibbertoft ernannt und das er bis 1886 ausübte.
Am 28. Januar 1833 heiratete er Cecelia Emma Campbell, mit der er 16 Kinder hatte.
Neben seiner geistlichen Tätigkeit war er Zoologe und Botaniker und forschte vor allem auf dem Gebiet der Mykologie. Dabei hat er sich vor allem Verdienste um die Biologie und Ökologie der Pilze erworben und hat die Terminologie der Pilzkunde wesentlich geprägt. Zudem erforschte er nicht nur die Pilzflora von England und Kontinentaleuropa, sondern auch der außereuropäischer Gebiete.
In seiner Artikelserie Decades of fungi (1844–1856) werden Pilze von verschiedenen Erdteilen vorgestellt und viele neue Arten beschrieben.
Vom 7. Januar 1854 bis zum 3. Oktober 1857 erschien im Gardeners’ chronicle eine 173-teilige Artikelfolge über Phytopathologie.

## Ehrungen
1836 wurde Berkeley in die Linnean Society of London aufgenommen. 1857 wurde Berkeley als Mitglied in die Gelehrtenakademie Leopoldina gewählt. Am 12. Juni 1879 wurde Berkeley zum Mitglied („Fellow“) der Royal Society gewählt, die ihm bereits 1863 die Royal Medal verliehen hatte. Berkeley war Mitglied der Königlich Schwedische Akademie der Wissenschaften.
Ihm zu Ehren wurde die Algengattung Berkeleya Grev. und die Pilzgattungen Berkelella (Sacc.) Sacc., Berkeleyna Kuntze und Berkleasmium Zobel benannt.

## Schriften (Auswahl)
Bücher
- Gleanings of British algae; being an appendix to the supplement to English Botany. C. E. Sowerby, London [1832–]1833 (Digitalisat).
- The English flora. Band 5, Teil 2: Fungi (Digitalisat) – herausgegeben von James Edward Smith.
- Introduction to cryptoganic botany. London / New York / Paris / Madrid 1857 (Digitalisat).
- Outlines of British fungology. Lovell Reeve, London 1860 (Digitalisat).
- Handbook of British mosses; comprising all that are known to be natives of the British Isles. Lovell Reeve & Co., London 1863 (Digitalisat).
  - 2. Auflage. Lovell Reeve & Co., London 1895 (Digitalisat).

Zeitschriftenbeiträge
Der von der Royal Society herausgegebene Catalogue of scientific papers vermittelt einen Eindruck über seine zahlreichen Zeitschriftenbeiträge.
- A short account of a new species of Modiola and of the animal inhabitants of two British Serpulae. In: The Zoological Journal. Band 3, London 1827, S. 229–231 (Digitalisat).
- On the fructification of the pileate and clavate tribes of hymenomycetous fungi. In: Annals of natural history. Band 1, Nr. 2, 1838, S. 81–101 (Digitalisat).
- Description of exotic fungi in the collection of Sir W. J. Hooker, from memoirs and notes of J. F. Klotzsch, with additions and corrections. In: Annals of natural history. Band 3, 1839, S. 375–401 (Digitalisat).
- On the fructification of Lycoperdon, Phallus, and their allied genera. In: Annals of natural history. Band 4, 1840, S. 155–159 (Digitalisat).
- Notices of some Brazilian fungi. In: The London Journal of Botany. Band 2, 1843, S. 629–643 (Digitalisat).
- On Agaricus crinitus, Linn., and some allied species. In: Transactions of the Linnean Society of London. Band 20, Nr. 1, 1846, S. 109–113 (Digitalisat).
- On a peculiar form of mildew in onions. In: The Journal of the Horticultural Society of London. Band 3, 1848, S. 91–98 (Digitalisat).
- Sixieme centurie de Plantes cellulaires exotiques nouvelles. Décade VII (1). In: Annales des sciences naturelles. Botanique. 3. Folge, Band 11, Paris 1849, S. 235–246 (Digitalisat) – mit Camille Montagne.
- Exotic fungi from the Schweinitzian herbarium, principally from Surinam. In: Journal of the Academy of Natural Sciences of Philadelphia. 2. Folge, Band 2, S. 277–294, 1853 (Digitalisat) – mit Moses Ashley Curtis (1808–1872).
- Contributions to the mycology of North America. In: American Journal of Science and Arts. 2. Folge, Band 8, Nr. 24, 1849, S. 401–403 (Digitalisat) – mit Moses Ashley Curtis.
- Characters of new fungi, collected in the North Pacific exploring expedition by Charles Wright. In: Proceedings of the National Academy of Arts and Sciences. Band 4, 1860, S. 111–130 (Digitalisat) – mit Moses Ashley Curtis
- Fungi Cubenses. In: The Journal of the Linnean Society. Botany. Band 10, 1869, S. 280–392 – mit Moses Ashley Curtis.
- Notices of North American Fungi. In: Grevillea. Band 1, Nr. 3, 1872, S. 33–39 (Digitalisat).
- Enumeration of the Fungi of Ceylon. Part II., containing the remainder of the Hymenomycetes, with the remaining established tribes of Fungi. In: Journal of the Linnean Society of London. Botany. Band 14, 1875, Nr. 73–74, S. 29–140 (Digitalisat) – mit Christopher Edmund Broome (1812–1886).
- The fungi of Brazil, including those collected by J. W. H. Trail, Esq., M.A., in 1874. In: The Journal of the Linnean Society. Botany. Band 15, 1877, S. 363–398 (Digitalisat) – mit Mordecai Cubitt Cooke.

Sonstige
- Joseph Dalton Hooker: The botany of the Antarctic voyage of H.M. discovery ships Erebus and Terror in the Years 1839–1843 under the command of Captain Sir James Clark Ross. 3 Bände, London 1844–1860. Darin:
  - Fungi. In: Flora Antarctica. (= The botany of the Antarctic voyage Band 1). Teil 1, Reeve Brothers, London 1844, S. 169–175 (Digitalisat).
  - Fungi. In: Flora Novae-Zelandiae. (= The botany of the Antarctic voyage Band 2). Teil 2, Lovell Reeve, London 1855, S. 172–210 (Digitalisat).
  - Fungi. In: Flora Tasmaniae. (= The botany of the Antarctic voyage Band 3). Lovell Reeve, London 1860, S. 241–282 (Digitalisat).

Nachdrucke
- Notices of British fungi London 1837–1885 (= Bibliotheca mycologica Nr. 1). Cramer, Lehre 1967 – mit Christopher Edmund Broome (1812–1886).
- Decades of fungi. Decas 1–62. 1844–1856. Amsterdam 1969.